# Svrke (Kolašin)
Pour les articles homonymes, voir Svrke.
Svrke (en serbe cyrillique : Сврке) est un village du centre du Monténégro, dans la municipalité de Kolašin.

## Démographie

### Évolution historique de la population
| 1948 | 1953 | 1961 | 1971 | 1981 | 1991 | 2003 |
| ---- | ---- | ---- | ---- | ---- | ---- | ---- |
| 215  | 216  | 191  | 211  | 188  | 99   | 67   |